# Julien Roux
Pour les articles homonymes, voir Roux.

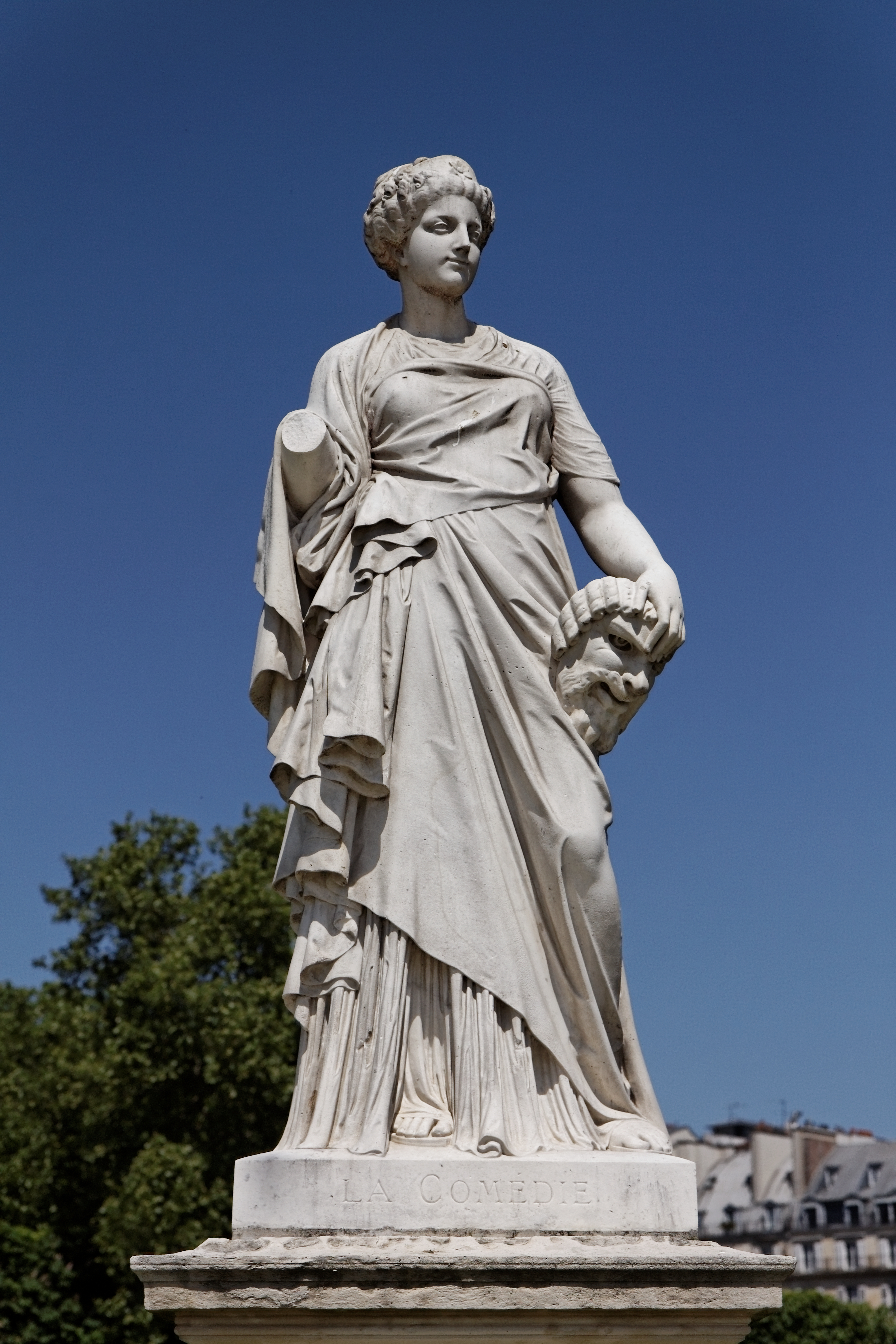
Julien Roux, La Comédie, 1874, Paris, Jardin des Tuileries.

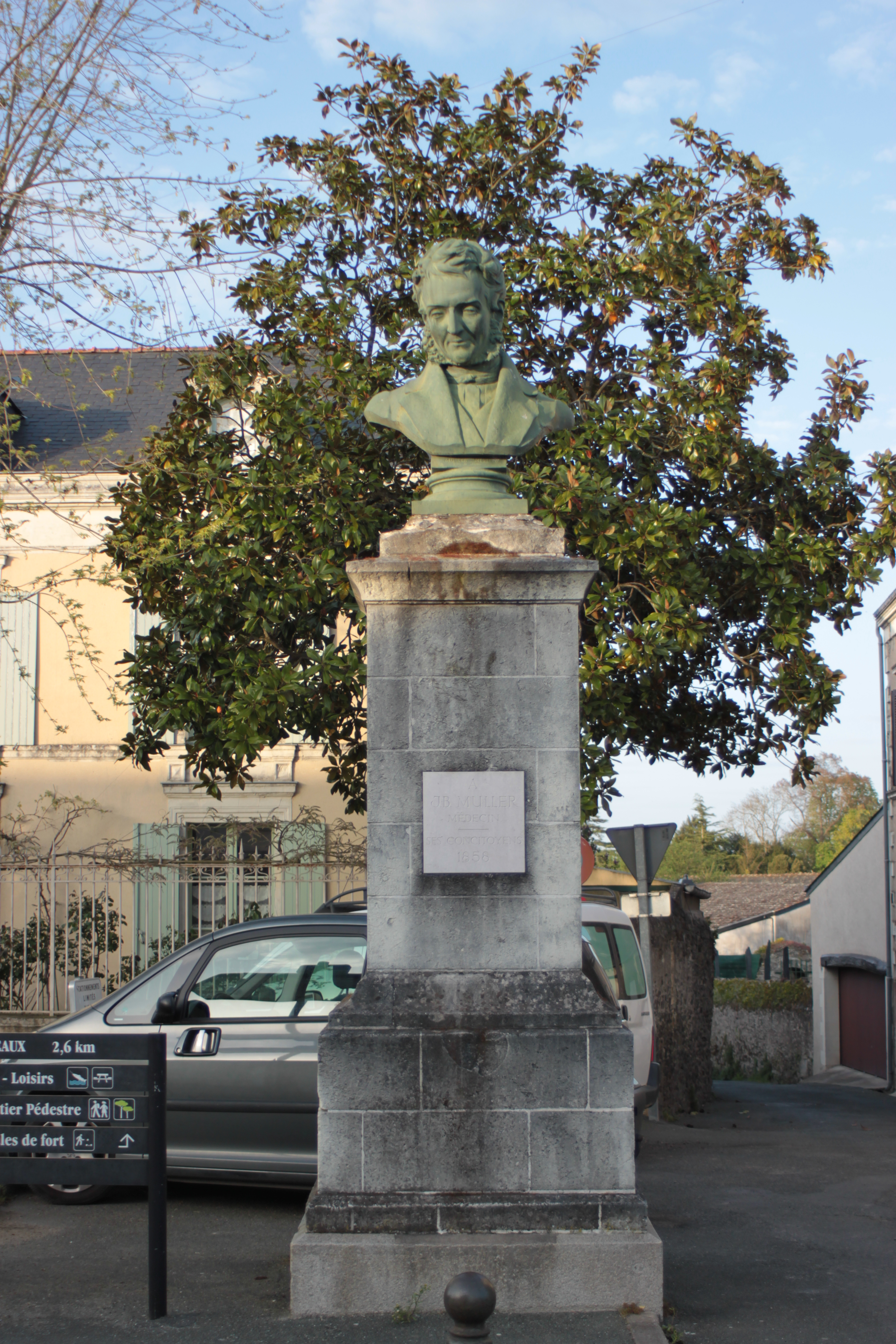
Julien Roux, Monument à Jean-Baptiste Muller, 1858.

Julien Roux, né le 28 juillet 1836 à Saint-Michel-Chanveaux (Maine-et-Loire) et mort le 25 avril 1880 à Paris, est un sculpteur français

## Biographie
Julien Roux naît le 28 juillet 1836  à Saint-Michel-Chanveaux (Maine-et-Loire). 
Il étudie d'abord à Angers, puis vint à Paris où il entre à l'École des Beaux-Arts dans l'atelier de Jouffroy. Il concourt, sans succès, pour le prix de Rome, et va en Italie, en 1867, aux frais de Napoléon III. Il exécute surtout des bustes et des médaillons qu'il expose au Salon, de 1861 à 1880. On lui doit aussi un groupe allégorique décorant le fronton du théâtre d'Angers, et une statue de la Comédie, qui figure sur la façade de ce même théâtre, statue dont une réplique en marbre est placée dans le Jardin des Tuileries, à Paris. 
Il meurt le 25 avril 1880 au sein de l'Hôpital Fernand-Widal dans le 10e arrondissement de Paris.

## Œuvres
- Charles Linné (1707-1778), naturaliste. Buste en plâtre. H. 0 m75. Signé et daté de 1857. Muséum d'histoire naturelle, à Angers. Don de l'auteur en 1857.
- Jean-Baptiste-Désiré Muller (1796-1857), officier de santé. Buste en fonte de fer. H. 1 m. Ce buste a été érigé sur une fontaine publique, à Denée (Maine-et-Loire), en 1858.
- M. le marquis de Langle. Buste en marbre. Salon de 1861 (n°3598).
- Le prince Gaston de Montmorency. Buste en marbre. Salon de 1861 (n° 3599).
- Portrait de Lothier. Buste en plâtre. Salon de 1861 (n° 3600).
- Portrait de M. Emmanuel de Cossé, comte de Brissac. Médaillon en bronze. Salon de 1861 (n° 3601).
- Portrait de l'abbé Vincelot, Médaillon en bronze. Salon de 1861 (n° 3602).
- Le général marquis de Pimodan. Buste en bronze. Salon de 1863 (n° 2552).
- Mme la marquise de Langle. Buste en marbre. Salon de 1863 (n° 2553).
- Portrait de M. B... Médaillon en bronze. Salon de 1865 (n° 3143).
- Thouvenel, président de la Société grammaticale et littéraire d'Angers. Buste en plâtre. H. 0m 60. Signé. Musée d'Angers.
- Béraud, conseiller à la cour impériale d'Angers. Buste en plâtre. H. 0 m 73. Signé. Musée d'Angers. Ce buste a paru au Salon de 1866 (n° 2964).
- M. Allard. Buste en plâtre. Salon de 1866 (n° 2965).
- Le général comte Auguste Colhert. Buste en marbre. Salon de 1868 (n° 3836). Ce buste fut exécuté pour la salle des Maréchaux, aux Tuileries, en vertu d'un arrêté ministériel du 23 avril 1866, moyennant 1.600 francs payés le 19 mars 1868, d'après un modèle en plâtre commandé, le 2 juin 1865, au prix de 800 francs.
- L'empereur Napoléon III. Buste en marbre. Salon de 1869 (n° 3686).
- M. L. C. Davou, officier du génie. Médaillon en bronze. Salon de 1869 (n° 3687).
- Berryer. Médaillon en bronze. Salon de 1870 (n° 4835).
- M. Ratisbonne. Médaillon en bronze. Salon de 1870 (n° 4836). Groupe allégorique en pierre, placé au sommet de la façade du théâtre d'Angers. L'exécution de ce groupe fut obtenue au concours en 1868.
- La Comédie. Statue en pierre, décorant la façade du même théâtre. H. 2 m 24. Le modèle en plâtre, exposé au Salon de 1872 (n° 1838), a été donné par l'auteur, en 1875, au Musée d'Angers. Une réplique en marbre de cette statue a figuré au Salon de 1874 (n° 3127). Ce marbre, payé 6.000 francs par l'Etat le 5 juin 1874, se trouve aujourd'hui dans le Jardin des Tuileries, à Paris.
- Charles Corrier, prêtre. Médaillon en bronze. Diam. 0 m 30. Cimetière Montparnasse.
- Portrait de Mme ... Buste en marbre. Salon de 1873 (n° 1869).
- Jeune femme ailée s'élevant vers le ciel. Bas-relief en bronze. H. 0 111 58. L. 0 m 82. Signé. Tombeau des familles Michaud et Buisson, au cimetière Montparnasse.
- Jean-Louis-Charles Dauban (1790-1868), ancien directeur de l'Ecole des Arts et Métiers d'Angers. Buste en bronze. Salon de 1874 (n°3128). Le modèle en plâtre a été donné par l'auteur, en 1877, au Musée d'Angers.
- Le baron F. de Romans. Buste en plâtre. Salon de 1877 (n° 4118).
- M. A. Leroy. Buste en plâtre. Salon de 1877 (n° 4119).
- Louis-Auguste-Victor de Ghaisne, comte de Bourmont, maréchal de France. Buste en plâtre. Salon de 1878 (n° 4567).
- La Pensée. Bas-relief en bronze. Salon de 1879 (n° 5344).
- Portrait de M... Médaillon en bronze. Salon de 1879 (n° 5345).
- Portrait du commandant J. F. Salneuve. Médaillon en bronze.